# Hørnum
Hørnum (dansk), Hörnum (tysk) eller Hörnem (nordfrisisk) er en landsby og kommune beliggende på sydspidsen af vadehavsøen Sild i Nordfrisland i det nordvestlige Sydslesvig. Administrativt hører kommunen under Nordfrislands kreds i den tyske delstat Slesvig-Holsten. Kommunen samarbejder på administrativt plan med andre kommuner i omegnen i Landskabet Sild kommunefællesskab (Amt Landschaft Sylt). I den danske tid indtil 1864 hørte landsbyen under Vesterland Sogn (Landskabet Sild, Utlande og senere Tønder Amt).

## Geografi
Hørnum Kommune dækker den sydlige landtunge af øen Sild, omgivet af det åbne vesterhav i vest og vadehavet i øst. Selve landsbyen er beliggende i et klitlandskab. Landsbyen og især den sydligste spids, Hørnum Odde, er under massivt angreb fra havet, der konstant tager bidder. Yderst er der havfuglereservat og adgang forbudt for offentligheden i vinterperioden.
Hørnums højeste punkt er med 32 m. klitten Budersand, som tidligere også fungerede som sømærke.

## Historie
Hørnum er første gang nævnt 1648 (Mejer). Stednavnet (norrønt horn) beskriver en (fremspringende) landtunge, her øens krogformede sydspids.
Den første bebyggelse opstod i 1700-tallet, efter at vandreklitterne kunne standses ved hjælp af hjælme og marehalm. Indbyggerne levede især af strandinger. Den nuværende landsby opstod, som et fiskerleje efter 1900. Havnen blev efterhånden udgangspunkt for sejlture til naboøerne Amrum og Før, halligerne og sælbankerne. Under den første og anden verdenskrig kom militære bygninger til. Efter krigen kom mange fordrevne fra de tyske østområder til byen.
Hørnum Havn er i dag udgangspunkt for passagerfærgerne til naboøerne, til Nordstrand og til de nordfrisiske halliger. I havnebassinet opholder sig regelmæssigt gråsælen Willi, Tysklands mest medieomtalte sæl. Hørnums fyrtårn fra 1907 er cirka 34 meter højt og står på en cirka 16 m høj klit på øens sydspids.

## Hørnumhus
Efter krigen dannede der sig i landsbyen et forældrekreds med et ønske om oprettelsen en lokal dansk skole. I 1950 kunne ønsket opfyldes og der blev opført en lille dansk skole (Hørnum danske skole), beliggende i klitterne syd for landsbyens centrum ved gaden An der Düne (Ved Klitten). Undervisningen begyndte den 1. februar 1950 med 82 elever under ledelse af lærerpar Henning og Hanne Kvist Jensen. Skolebygningen fungerede også som prædikested for den danke menighed på Sild. Senere lukkede skolen og bygningen blev overtaget af SdU, som brugte den som lejrskole under navnet Hørnumhus.